# 高見若清一
高見若 清一（たかみわか きよかず、1969年12月12日 - 1996年10月23日）は、新潟県三条市出身で、東関部屋所属だった元大相撲力士。本名は星野 清（ほしの きよし）。身長188cm、体重127kg。

## 来歴
1969年12月12日、新潟県三条市に生まれる。1986年1月場所に高砂部屋に元関脇・高見山の内弟子として入門して初土俵を踏み、その後、高見山が独立して東関部屋を興すと移籍した。最高位は西幕下12枚目。
1995年9月場所、5勝を挙げた後に引退。
引退後は部屋の横綱曙のマネージャーをしていたが、引退した翌年の1996年10月23日十二指腸潰瘍のため死去。
弓取力士として有名だった。

## 主な成績
通算成績:213勝178敗15休 (59場所)